# 奥利瓦德梅里达
奥利瓦德梅里达，是西班牙埃斯特雷马杜拉巴达霍斯省的一个市镇。总面积255平方公里，总人口1951人（2001年），人口密度8人/平方公里。